# Maitland (LGA)
City of Maitland is een Local Government Area (LGA) in Australië in de staat New South Wales. City of Maitland telt 66.530 inwoners. De hoofdplaats is Maitland.